# Démette
 (février 2024).
Démette (ou Demette ou Démet) est une localité du Nord du Sénégal, située dans le département de Podor et la région de Saint-Louis. Elle se trouve au cœur de l'île à Morphil, donc entre le fleuve Sénégal et l'un de ses bras secondaires, à proximité de la frontière avec la Mauritanie.       

## Situation géographique
L’île à Morphil est située sur la rive gauche de la vallée du fleuve Sénégal. Sur le plan administratif elle est entièrement logée dans le département de Podor (de Saldé à Loboudou Doué). Sur le plan géographique, elle appartient à la basse vallée qui s’étend de Saldé à Richard-Toll.
La cuvette de Démette se situait dans la communauté rurale de Dodel jusqu’en juin 2008, date à laquelle, le village de Démette est érigé en commune. Sur toute sa longueur, elle est en frontière avec la Mauritanie.

## Description

### Climat

#### Pluviométrie
Dans cette zone, la pluviométrie est caractérisée par des pluies faibles, irrégulières, réparties sur une courte période (2 à 3 mois) entre juillet et septembre. Dans l’ensemble de la zone, les quantités et le nombre de jours de pluie diminuent du sud au nord. Les moyennes mensuelles, dans cette zone, sont de 200-300 mm.

#### Température, hygrométrie
On distingue trois grandes saisons :
- La saison des pluies : elle dépasse rarement trois mois et démarre en fin juillet ou début août et se termine entre mi-septembre et mi–octobre. Les amplitudes thermiques sont relativement faibles (entre 23° et 35° de températures moyennes mensuelles minimales et maximales). L’humidité relative de l’air est élevée.
- La saison sèche fraîche : elle se situe entre décembre et février et se caractérise par des minima plus faibles (16° - 18°) et des maxima compris  entre 30° et 34°. L’humidité relative de l’air peut être très basse (vents forts, secs et relativement frais).
- La saison sèche chaude : elle se situe entre mars et juin. Les minima remontent progressivement de 18° à 23-24° et les maxima s’élèvent à près de 35 à 40° pour culminer en mai à plus de 40°. L’humidité relative de l’air, d’abord très basse, augmente progressivement avec l’approche de la saison des pluies (remontée de la mousson vers le nord sous l’influence de l’anticyclone de Sainte-Hélène, à partir du mois de mai).

#### Vents
La saison sèche est le cycle de vents  continentaux chauds et secs chargés de poussière soufflant sur l’ensemble de la zone. Ces vents sont responsables de transfert d’air souvent évaporatif. Le véritable harmattan s’observe surtout de mars à juin. C’est un vent fort du secteur Est à nord-est. Il s’accompagne des températures maximales  les plus élevées (42 à 45°).

### Relief
Parmi les unités géomorphologiques, on peut citer les dépôts actuels subactuels représentés par les cuvettes de décantation.
Le relief est essentiellement plat.

### Sols
On distingue trois grands types :
- Les sols « hollaldé » : ils contiennent 50 à 75 % d’argile, mauvais drainage, favorables à la riziculture, supportent la submersion et sont très difficiles à travailler aussi bien en sec qu’en humide.
- Les sols « faux hollaldé » : ils contiennent 30 à 50 % d’argile (argilo-limoneux), mauvais drainage, sans structure, favorables à la riziculture et aux autres cultures.
- Les sols « fondé » : ils contiennent 10 à 30 % d’argile (sols limoneux), drainage moyen, favorables à toute culture autre que le riz du fait de son caractère filtrant.

En plus de ces grands types, on y rencontre également :
- Les « paale » qui  sont les talus des berges du lit mineur du fleuve et de ses défluents, situés en bordure du fleuve, où sont pratiquées très localement des cultures de patates, de maïs, etc.
- Les « diakré » qui constituent les bourrelets par des crues moyennes à fortes, rarement cultivés mais occupés par des acacias.

### Végétation
Démette, à l’instar de la vallée du fleuve dans son ensemble, présente un paysage de gonakier occupant en général les sols « hollaldé », marqué par une absence presque totale de strates herbacées.
Les espèces comme les acacias, les balanites et les zizyphus forment une végétation plus ou moins dense par endroits.

### Hydrographie
L’ « Old-man river » selon Jacques Chevrier dans la préface de L’Aventure ambiguë de Cheikh Hamidou Kane, longe la zone et constitue la frontière avec la Mauritanie. Son débit régularisé depuis la construction des barrages de Diama et de Manantali par l’OMVS assure des crues plus ou moins importantes.
Au sud, le marigot de « guélonga », et celui de « balérou » à partir desquels la plupart des terres du « waalo » sont inondées, renforcent le réseau hydrographique.

## Population
La population de la communauté rurale de Dodel s’élève à 15.352 habitants. Avec une densité de 15,46 hab./km2, on peut dire que la zone est faiblement peuplée, par rapport à la moyenne nationale qui se situe autour de 49,68 hab./km2. le groupe ethnique largement majoritaire est les Pulaar. On y rencontre également quelques Maures noirs.
Selon une source officielle, le village de Démette comptait 2 345 habitants et 273 ménages (avant la création de la commune).
La seule religion qui y est pratiquée est l’islam.

### Origine du peuplement
À l’origine, le site de Démette était situé à Guubé, hameau se situant à deux kilomètres au sud du site actuel. Ses premiers occupants furent les « purinaabés », pêcheurs qui seraient émigrés de Suyuma (Podor). Ils seraient rejoints par les « Djigoobés » qui, eux, seraient venus de Dimat et qui étaient des marabouts, sous la conduite de Mody Djigo. Ils fondèrent ensemble, plus tard, le clan « Elimaan-Puri », il y a plus de trois cents ans.
Le clan « Joom- Bandié » composé des familles Ba, Sow, Dia, … les aurait rejoints en provenance de la rive droite, fuyant les exactions Maures.
Ils ont ensemble livré beaucoup de batailles contre les Maures qui semaient la terreur dans la zone et leur interdisaient l’accès au fleuve.
La zone pacifiée à la suite de multiples batailles, les populations « Halaybé » occupèrent le site actuel. Certains d’entre eux traversèrent le fleuve pour s’installer sur la rive droite et créèrent les villages de Boghé, Bakao, Thienel, Touldé, etc.
La famille Lam du clan « Elimaan-Puri » créa plus tard le village de Sinthiou Dangdé, à la suite d'un différend survenu au sein du clan.
Bély-Thiowy, jadis hameau, est devenu plus tard village, tout comme Puri.

### Vie politique et sociale
La société traditionnelle pulaar, à l’instar des autres sociétés  traditionnelles sénégalaises avait ses valeurs, son mode de vie, ses croyances, ses idéologies fondées sur sa culture propre qui détermine son identité et sa spécificité. Pour l’analyser, nous essayerons de revisiter son organisation sociale avant d’en arriver à son système de production. 

#### Organisation sociale
La possibilité nous est offerte d’opérer deux typologies différentes dans l’organisation sociale Haal pulaar : la première s’articule autour de la fonction dévolue aux individus dans la division sociale du travail ; la seconde classe les individus à partir de leur statut sociopolitique. 
Les activités de production à l’origine des divers groupes sont :
- l'agriculture (Torobbe/Sebbe) ;
- la pêche (Subalbe) ;
- l'élevage (Fulbe – Saare et  Jeeri) ;
- l'artisanat et activités culturelles (Maabube – Lawbe – Awlube).

Quant à la typologie des groupes statutaires, le concept de catégorie sociale ou de groupe statutaire  est plus approprié que celui de caste et recouvre une réalité plus large de la stratification sociale des Haal pulaar, notamment les dimensions politiques et identitaires.
La société Haal pulaar  fortement hiérarchisée comporte trois groupes statutaires distincts :
- les Rimbes  (Torobbe – Subalbe – Sebbe) ;
- les Neenbes,  c’est-à-dire les  artisans (forgerons, boisseliers…)  et les  griots-laudateurs ;
- les Jiyaabes (Maccube-Gallunkoobe).